# Roberto Chabet
Roberto Rodríguez Chabet, né le 29 mars 1937 à Manille et mort le 30 avril 2013 dans la même ville, est un artiste philippin, considéré comme le pionnier de l'art conceptuel aux Philippines.

## Biographie
Diplômé en architecture de l'Université de Santo Tomas de Manille en 1961, il présente sa première exposition individuelle la même année. Premier directeur du Centre culturel des Philippines, il agit comme conservateur de 1967 à 1970. 
Pionnier de l'art conceptuel aux Philippines, il enseigne pendant une trentaine d'années au Collège des beaux-arts de l'Université des Philippines. Son travail artistique a exploré plusieurs disciplines: peinture, architecture, sculpture, scénographie, photographie...